# 616. grenadirski polk (Wehrmacht)
616. grenadirski polk (izvirno nemško 616. Grenadier-Regiment; kratica 616. GR) je bil pehotni polk Heera v času druge svetovne vojne.

## Zgodovina
Polk je bil ustanovljen 15. oktobra 1942 in dodeljen 381. poljskošolski diviziji.